# Ermua
Ermua è un comune spagnolo di 16 795 abitanti situato nella comunità autonoma dei Paesi Baschi.